# Нидија Морел
Нидија Ирена Морел (рођена 3. јула 1953, Мар дел Плата, Аргентина) је аргентинска астрономкиња која је стални члан особља у опсерваторији Лас Кампанас у Ла Серени, у Чилеу. Била је чланица истраживачке групе за масивне звезде коју је предводила Вирпи Ниемела и пројекта Хабл Херитиџ. Позната је по својим бројним доприносима везаним за астрофизику масивних звезда. Она учествује у систематској потрази за варијацијама сјаја у звезданим објектима, укључујући посматрање кандидата за Торн-Житков објекат. Такође је била члан тима који је открио супернову ASASSN-15lh.

## Каријера
Нидија Морел је студирала астрономију на Националном универзитету у Ла Плати, где је стекла лиценцу 1977. и докторат 1984. године. Добила је постдокторску стипендију (1989–1990) коју је спонзорисао Национални савет за научна и техничка истраживања (CONICET) за спровођење истраживања у Сједињеним Државама, у Националној опсерваторији Кит Пик. По повратку у Аргентину, истраживала је и предавала на Факултету астрономских и геофизичких наука.
Фокусирала је свој рад на младе звезде (углавном О-типа и Волф-Рајеове), у регионима формирања звезда и бинарних звезда великих маса, такође назване масивне звезде. Тај тип звезде брзо троши своје гориво и завршава своје постојање огромном експлозијом: суперновом.
У Ла Плати, Морел је била члан Истраживачке групе масивних звезда коју је предводила Вирпи Ниемела. Она и Ниемела су биле део Хабловог Херитиџ пројекта, који је генерисао широко распрострањене образовне ресурсе. Од 1996. до 2001. године, Морел је била представник Аргентине и научни саветник опсерваторије Џемини.
Годинама је била један од главних корисника телескопа у Астрономском комплексу Леонсито (CASLEO). Многи студенти, који су сада астрономи и наставници, обавили су своја прва посматрања са њом у Ел Леонситу.
Крајем 2002. године, Морел се придружила научном тиму у опсерваторији Лас Кампанас, а касније и пројекту Карнеги Супернова (као хонорарни истраживач), док је настављала да сарађује на студијама масивних звезда. Такође је била гостујући професор на Националном аутономном универзитету Хондураса и Националном аутономном универзитету Никарагве .
Године 2006. настанила се у Ла Серени, у Чилеу, како би наставила своја истраживања. Учествовала је у открићу ASASSN-15lh, најсјајније супернове икада детектоване.
Од 2008. године, Морел је такође учествовала у чилеанским одборима за расподелу времена посматрања, доприносећи својим знањем о инструментима и поступцима за астрономска посматрања.
Године 2009, појавила се у документарном видеу „El silencio de las Campanas“ који је направио Рикардо Бенитез, а који прати свакодневне активности астронома у опсерваторији високог нивоа.
Године 2014. била је једна од водећих у откривању могуће хибридне звезде или Торн-Житковог објекта, што је годинама био теоријски постулат. Ово откриће је укључивало Магеланове телескопе. Хемијске карактеристике ове звезде, HV 2112, проучаване су коришћењем спектроскопских техника, у којима је Морел стручњак.

## Веровања
Током своје каријере, Морел је мотивисала студенте свих узраста да учествују у научним пројектима. Такође се придружила професионалним иницијативама за подизање свести о поштовању неба као светске баштине.
Она је чврста заговорница коришћења слободног софтвера, слободног знања и једнакости и инклузије свих људских бића. Такође је сарађивала са астрономима аматерима који доприносе потрази за суперновама из својих домова.

## Признања
Због њене страсти према астрономији, посвећености менторству студената и огромне количине података посматрања које је прикупила, међународна конференција „Масивне звезде и супернове“ одржана је у част њеног 65. рођендана. Догађај је одржан од 5. до 9. новембра 2018. године у Барилочеу, у Аргентини, уз институционалну подршку Националног универзитета Рио Негро (UNRN), Факултета за астрономске и геофизичке науке, Карнеги института за науку и општине Барилоче.
Како због научних достигнућа др Мореловог тако и због њене харизме, током овог састанка је објављено да је Међународна астрономска унија назвала астероид (Мала планета 25906) у њену част.